# سرگئی تومانسکی
سرگئی تومانسکی (روسی: Серге́й Константинович Туманский; ۲۱ می [سبک قدیمی: ۸ می] ۱۹۰۱ – ۹ سپتامبر ۱۹۷۳) مهندس و طراح موتور هواپیمای اهل اتحاد جماهیر شوروی سوسیالیستی بود.
وی همچنین برندهٔ جوایزی همچون قهرمان کار سوسیالیست، جایزه لنین، نشان لنین، و نشان انقلاب اکتبر شده‌است.